# Alyona Subbotina
Alyona Subbotina (Almatý, 13 de febrero de 1990) es una modelo y empresaria kazaja. Obtuvo reconocimiento internacional tras abrir en exclusiva el desfile de Givenchy en París en 2011. Ha trabajado con diseñadores como Giorgio Armani, Givenchy y Helmut Lang.

## Biografía
Subbotina nació en la ciudad de Almatý (Kazajistán), hija de padres rusos. Fue miembro del equipo olímpico kazajo de voleibol. Comenzó su carrera de modelo a los 16 años en Singapur, al tiempo que completaba una licenciatura en gestión hotelera en el East Asia Institute of Management.
Su carrera en el modelaje comenzó a los 16 años. Dos agentes la seleccionaron para participar en la Semana de la Moda de Kazajistán (KFW). Esto la llevó a trabajar como modelo en Singapur, donde su belleza y su nuevo cambio de imagen "albina" le valieron la atención y el trabajo. Givenchy la contrató en exclusiva para abrir la Semana de la Moda de París de 2011. Su acogida fue buena y se le pidió que se trasladara a Nueva York.
Subbotina ha desfilado para diseñadores como Helmut Lang, Acne Studios, Fendi, Preen, Pringle of Scotland, Rick Owens, Daks, David Koma, Givenchy, Mara Hoffman, Roksanda Illincic, Thierry Mugler, Tibi, Vivienne Westwood y Jean Paul Gaultier.
Fue el rostro de MAC Cosmetics y de Brunello Cucinelli en 2012 y de Thomas Wylde en 2013. Ha sido la campaña publicitaria de Armani.
Subbotina ha aparecido en revistas como Vogue (versiones de Italia y Alemania), Interview, iD Magazine, METAL, V, Marie Claire (Francia y Reino Unido) y Dazed. Ha sido portada de Marie Claire (Malasia y Ucrania), Harper's Bazaar Kazajistán, Elle México y Numéro Tailandia.